# Kazareczki Kálmán
Kazareczki Kálmán (Nemeskolta, 1932. március 5. – 1994. november) magyar közgazdász, vállalatvezető, miniszterhelyettes.

## Élete
Apja kazánkovács volt. 1954-ben végzett a szaratovi közgazdaságtudományi egyetem agrárszakán, ahol agrár-közgazdászi oklevelet szerzett, hazatérése után tíz évig az Országos Tervhivatal Mezőgazdasági Főosztályának főelőadója, majd osztályvezetője lett. 1964-től három éven át a Földművelésügyi Minisztérium Beruházási Igazgatóságát vezette, 1967 májusa és 1975 szeptembere között pedig mezőgazdasági és élelmezésügyi miniszterhelyettes volt. E minőségében ő felügyelte a Közgazdasági, valamint a Munkaügyi és Szociálpolitikai Főosztályt, a Nemzetközi Kapcsolatok Főosztályát, illetve az Állami Gazdaságok Főigazgatóságát és a Gépjavító Állomások Főigazgatóságát. 1976-tól a Mezőgazdasági Tervező és Beruházó Vállalat (AGROBER), 1984-től pedig a Vízépítő Tröszt vezérigazgatói tisztét töltötte be. A Magyar Gazdasági Kamara fővállalkozói tagozatának és az Agrárgazdasági Társaságnak az elnöke, a Kertészeti és Élelmiszeripari Egyetem címzetes egyetemi tanára is volt.
1950-től volt az MDP, majd az MSZMP tagja.

### Kutatható iratanyaga
Miniszterhelyettesi működési időszakából 20,21 iratfolyóméternyi (168 doboznyi és egy kötetnyi), maradandó értékűnek minősített iratanyaga került az Országos Levéltár, mai nevén Magyar Nemzeti Levéltár Országos Levéltára őrizetébe, ahol az a XIX-K-9-ac törzsszámon kutatható.

## Érdekességek

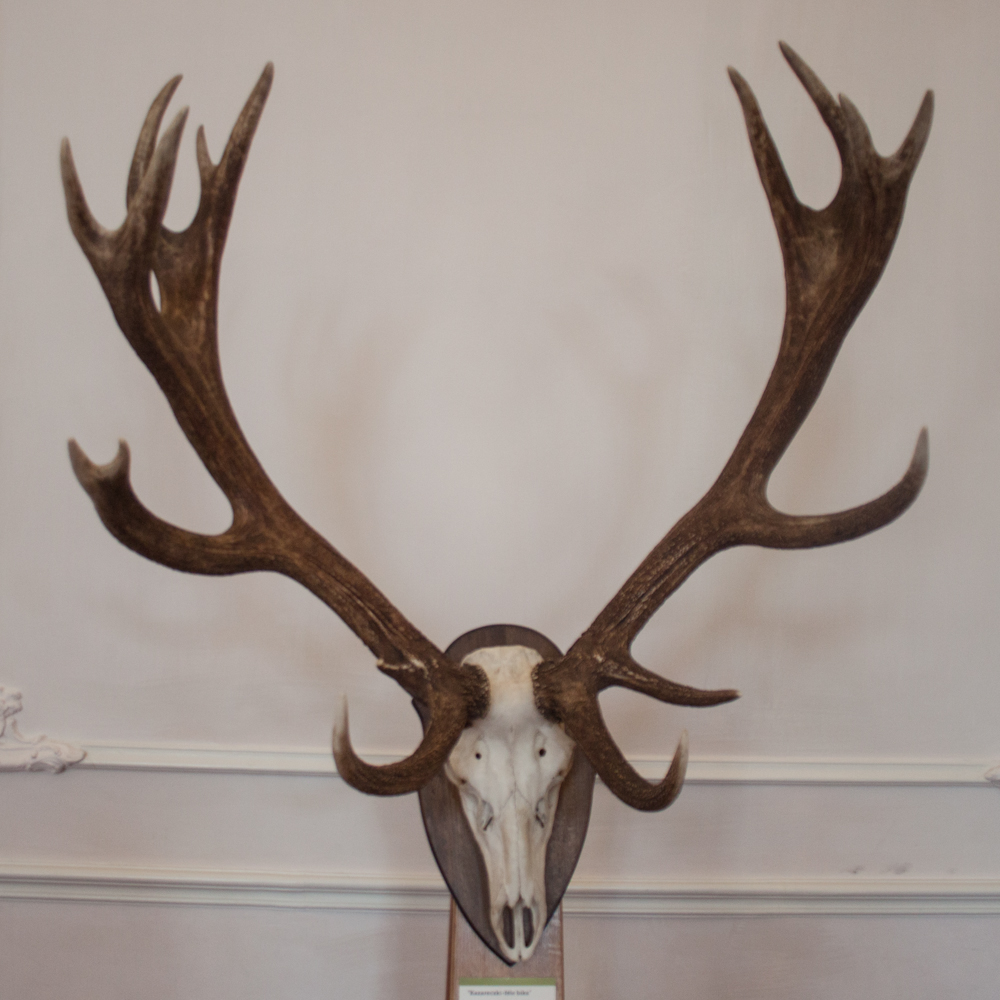
Egy általa elejtett gímbika rekorder trófeája a hatvani vadászati múzeumban

- A nevéhez fűződik annak a gímbikának az elejtése (a gemenci Keselyűsnél, 1974-ben), amelynek kapitális, 16 kilogrammos trófeája a Széchenyi Zsigmond Vadászati Múzeum hatvani gyűjteményének egyik különleges darabja.

## Díjai, elismerései
- Munka Érdemrend (1961)[3]
- Munka Érdemrend, arany fokozat (1969)[4]
- Április Negyedike érdemrend (1987)[5]